# وليام شكسبير (مستكشف)
النقيب وليام هنري ارفيان شكسبير (بالإنجليزية: William Shakespear)‏ (29 أكتوبر 1878 - 24 يناير 1915), موظف مدني إنجليزي ومستكشف عمل وكيلا سياسيا للمملكة المتحدة في الكويت من عام 1909 حتى مقتله عام 1915، تمكن وليام خلال سنوات عمله في الجزيرة العربية من أن يرسم المناطق الشمالية من الجزيرة العربية التي لم ترسم كما عمل على إقامة أول علاقات رسمية بين بريطانيا والملك عبد العزيز بن سعود الملك الواعد للمملكة العربية السعودية.و كان صديقا لابن سعود و توفي مقتولا في أحداث معركة جراب ضد إمارة جبل شمر

## سيرة حياته
ولد في بومبي ابن لوليام هنري سوليفان شكسبير واني كارولين دايفيدسون. تلقى تعليمة في مدرسة بورتسموث النحوية ثم في كلية الملك وليام الواقعة في جزيرة مان. انضم في أكاديمية ساندهيرست العسكرية الملكية في 19 آب 1896 أصبح ملازم في 22 يناير 1898 ومن ثم أصبح عقيد قائد فوج، ثم قائد سلاح الفرسان السابع عشر في بنغلاديش 1899. ومن ثم انضم إلى الإدارة البريطانية بالهند. دخل في عام 1904 أدارة الخارجية وشؤون الكومنولث البريطانية وأمسى مشتشار ثاني في الهند البريطانية. أنتقل إلى الكويت ومن عام 1909 كان عميل سياسيا بريطانيا في الكويت وقد بعث إلى البحرين.كان شكسبير مجيدا لعدة لغات كان يتحدث بالأردية, والبشتو ,و الفارسية وأما العربية فكان فصيح بها.

## بعثات إلى الجزيرة العربية
بينما هو في الكويت قام شكسبير بسبع بعثات منفصلة في اعماق الجزيرة العربية ، وفي أثناء تلك البعثات أصبح صديق مقربا لملك عبد العزيز بن سعود الذي كان وقتها أمير نجد ، وانطلق في مارس عام 1914 من الكويت إلى الرياض قاطعا 1800 ميل ومن ثم اتجه إلى العقبة عابر صحراء النفود،  حيث درس ورسم الخرائط بعناية فائقة فمما جعله الاوربي الأول الذي له عصا السبق في ذلك. طلبت في نوفمبر عام 1914 الحكومة البريطانية في الهند من شكسبير تأمين الدعم للملك عبد العزيز بن سعود ليدعم قوة مشاة البريطانية الهندية التي نزلت في بلاد ما بين النهرين، والتي اتخذت للتو البصرة مقرا لها.

## المقتل

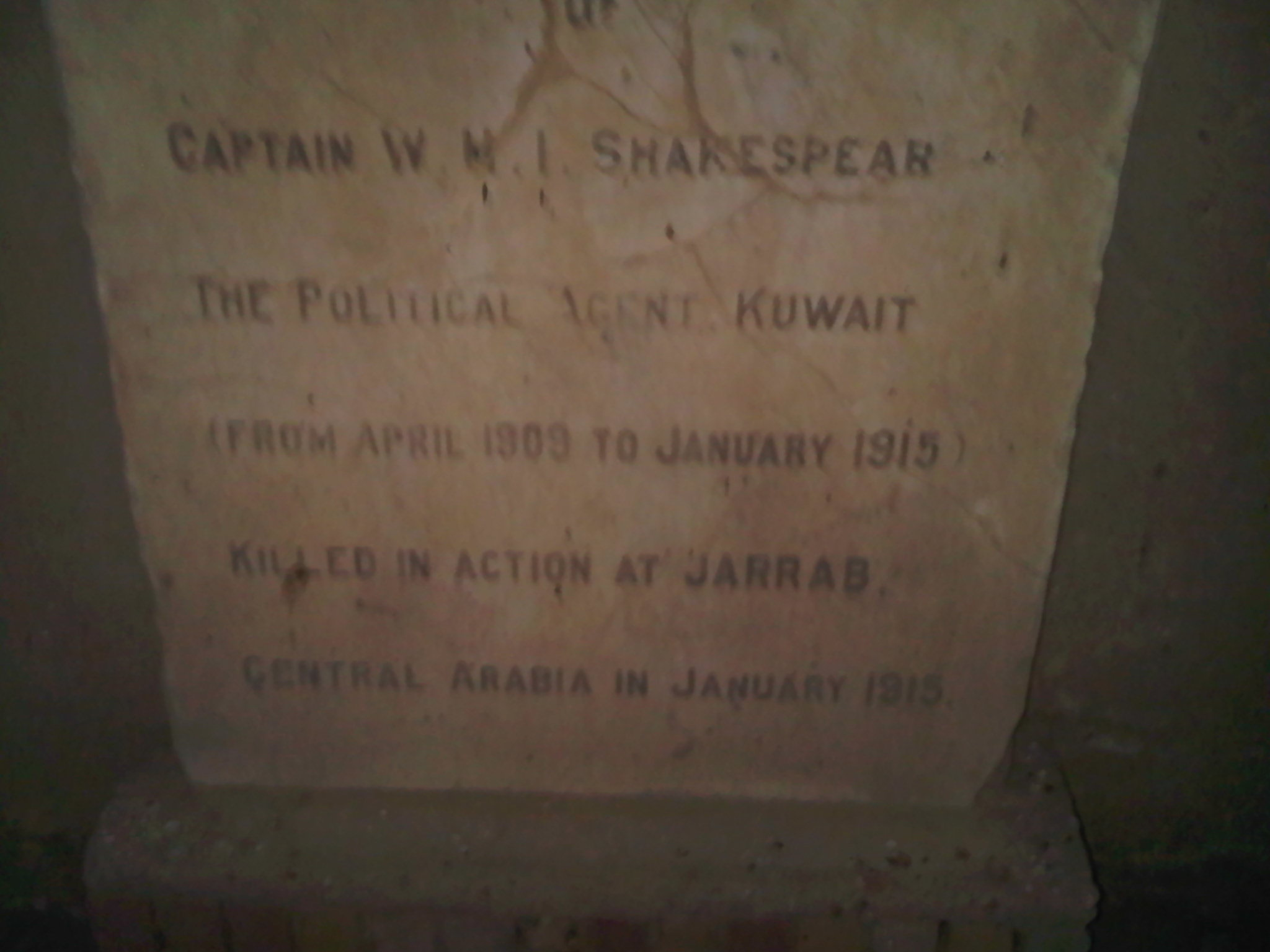
قبره في مدينة الكويت

دارت رحى معركة جراب في 15 يناير طلب الملك عبد العزيز بن سعود قبل اشتداد سعير المعركة من النقيب وليام شكسبير التنحي والتراجع لمكان آمن حتى تحط الحرب أوزارها.غير أنه رفض وبشدة، وأتخذ قرار مواصلة المعركة بجانب الملك أصيب أثناء المعركة برصاصة ومات من اثرها. قطعت قوات سعود بن رشيد  الظافرة رأسه.وكما سلمت خوذته العسكرية لسلطات العثمانية التي علقت خوذته على أبواب المدينة المنورة كدليل على تعاون السعوديين مع بريطانية. وما زال قبره موجود في مقبرة اليهود في مدينة الكويت بالقرب من برج الحمراء[بحاجة لمصدر].

## في أعقابه
كان جون هاري سانت فليبي يقول لو أن النقيب وليام شكسبير كان على قيد الحياة لكان حال الثورة العربية التي قامت في وجه العثمانيين أفضل، وهذا يعني أنه كان على الحكومة البريطانية دعم الملك عبد العزيز بن سعود عوضا عن دعم وتأييد الشريف حسين بن علي.

## روابط
- Biography, with a picture.
- The Captain and the King, from Saudi Aramco World.
- Notes by the biographer Harry Victor F. Winstone and David Wingate on a Shakespeare Family Genealogical Site
- Memorial Stone